# Монегасская революция
Монегасская революция (лиг. Revulüçiun munegasca, итал. Rivoluzione monegasca) — массовые выступления жителей Монако против своего князя Альбера I. Она привела к отмене абсолютной монархии и принятию Конституции Монако в следующем году.

## Народные протесты
У подданных было несколько требований к князю. В тот момент была тяжёлая безработица, так как в стране не хватало сельхозугодий и фабрик, а игорные заведения отказывались нанимать подданных Монако. Гордость жителей ущемляла репутация страны как «моральной помойки Европы». Кроме того, князь тратил свои деньги не дома, а во Франции. Народ требовал конституцию и парламент, угрожая в ином случае свергнуть монархию и установить республиканскую власть. Другие требования включали прекращение монополии Камиля Блана и Ролана Бонапарта на игорные заведения, смещения французских граждан с государственных должностей и отделение финансов князя от государственных.
В начале марта 1910 года прибыла делегация в составе Сюффрена Пеймона, Теодора Гасто, Андре Марсана и Шарля Белландо-де-Кастро, чтобы поставить князю ультиматум. Позже, в том же месяце, князь согласился на их требования. После этого, до конца года продолжались протесты против засилья французов в политике и экономике Монако. Княжеский дворец был разграблен разъяренной толпой. Князь сбежал с помощью личной охраны и оставался во Франции, пока беспорядки не утихли.

## Конституция
5 января 1911 года была принята новая конституция. Тем не менее, князь Альбер I по-прежнему обладал значительной властью и приостановил действие конституции на время Первой мировой войны.